# Bureau of Paranormal Research and Defense
Il Bureau for Paranormal Research and Defense ("Ufficio per la ricerca e difesa del paranormale o "Istituto per la ricerca e la difesa del paranormale"), noto anche come BPRD o B.P.R.D., è un'immaginaria agenzia segreta statunitense, facente parte dell'ambientazione della serie a fumetti Hellboy di Mike Mignola.
Lo scopo del Bureau è quello di proteggere gli Stati Uniti, il mondo e l'intera umanità dalle forze occulte, paranormali e soprannaturali del male. Tra i suoi agenti migliori il protagonista Hellboy, Liz Sherman, Abe Sapien, Johann Kraus, Ben Daimio, Roger, Alice Monaghan, John Myers, Sidney Leach, Panya, Garrett Omatta e Simon Anders tutti dotati di poteri paranormali. Originariamente apparsa nel fumetto Hellboy, questa organizzazione è anche stata descritta in molte storie sotto il nome di BPRD.
Fondata alla fine del 1944 dal professor Trevor "Broom" Bruttenholm e dal presidente Roosevelt per combattere le numerose minacce occulte scoperte durante il secondo conflitto mondiale nel corso di alcune operazioni militari alleate contro la Germania nazista. Fortemente legato agli inizi con l'USAAF, ebbe originariamente sede presso una base aerea militare nel Nuovo Messico ed in seguito fu trasferito in un impianto di massima sicurezza realizzato nei pressi di Fairfield in Connecticut, ma la sua ubicazione precisa rimane nota solo ai propri membri. Mantiene saldi legami di collaborazione con numerosi corpi dell'esercito degli Stati Uniti e con i servizi segreti di quasi tutte le nazioni. Oltre che con il governo degli Stati Uniti, il Bureau ha stretti contatti con alcuni dei governi più importanti del mondo, come Regno Unito, Canada, Giappone, Francia, Italia e Città del Vaticano, dai quali riceve finanziamenti e presso i quali ha delle sedi operative. La Santa Sede inoltre in più di un'occasione ha anche provveduto a fornire al Bureau delle reliquie cristiane benedette con le quali fabbricare armi o amuleti protettivi contro le forze demoniache.
Il professor Bruttenholm, oltre che fondatore, è stato direttore del Bureau fino alla fine del 1950, quando si è infine dimesso per tornare al lavoro sul campo. L'attuale direttore è il dr. Thomas "Tom" Manning. Finora durante il mandato di Manning sono stati aggiunti all'agenzia svariati membri con il rango di "agenti con avanzate competenze" (ovvero agenti quasi sempre dotati di poteri paranormali) comprese Liz Sherman e Abe Sapien.